# 헤수스 바예호
헤수스 바예호 라사로(스페인어: Jesús Vallejo Lázaro xe'suz βa'ʎexo 'laθaɾo[*], 1997년 1월 5일, 아라곤 지방 사라고사 ~)는 스페인의 프로 축구 선수로, 알바세테에서 활약하는 중앙 수비수이다.

## 클럽 경력
아라곤 지방 사라고사 출신으로, 바예호는 2007년, 10세의 나이에 사라고사의 유소년 아카데미에 입단했다. 2013년 7월 26일, 청년부 선수단으로 인상적인 활약을 펼친 후, 그는 구단과 새로 계약을 맺었다.
2014년 8월 23일, 아직 2군 경기 출전이 전무한 바예호는 레크레아티보와의 세군다 디비시온 경기에서 첫 프로 경기를 펼쳤고, 이 원정 경기는 0-0 무승부로 끝났다. 12월 26일, 그는 2019년까지 구단과의 계약을 연장했다.
4월 5일 바예호는 테네리페 원정 경기에서 프로 무대 첫 골을 기록했는데, 그의 막판 동점골에 힘입어 1-1로 비겼다. 같은 경기에서, 그는 란코 포포비치 감독에 의해 주장으로 추대 받았고, 시즌 남은 기간 동안에도 그 지위를 유지했다.
2015년 7월 31일, 바예호는 레알 마드리드와 6년 계약을 체결했는데, 언론 따르면 €6M로 책정되었고, 사라고사에 즉시 1년을 임대로 더 뛰게 되었다.
그는 2016년 7월 12일에 아인트라흐트 프랑크푸르트로 임대되었다.

## 국가대표팀 경력
2013년 3월 7일, 바예호는 헝가리와의 스페인 U-16 국가대표팀 경기에 출전했다. 그는 2013년 UEFA U-17 축구 선수권 대회에 U-17 대표팀으로 참가해 노르웨이와의 경기에 나섰다.

## 수상
스페인 U-19
- UEFA U-19 축구 선수권 대회: 2015[10]